# Rete tranviaria di Mariupol'
La rete tranviaria di Mariupol' è la rete tranviaria che serve la città russa di Mariupol'.

## Storia
La prima linea di tram a Mariupol' fu aperta il 1 maggio 1933 sulla linea Gawań Szmidta – Ulica Frank.
Durante la seconda guerra mondiale, fu distrutto il deposito dai tedeschi in ritirata. La prima linea ricostruita dopo la seconda guerra mondiale fu messa in funzione il 10 gennaio 1945 sulla rotta Gorodskoj skwier – Zawod imieni Iljicza. Fino al 1950, l'intera infrastruttura non era ancora stata ricostruita dopo la sua distruzione. Negli anni fino al 1970 la rete tranviaria è stata costantemente ampliata. In quel periodo fu costruito il deposito n. 3.
Negli anni successivi diverse linee tranviarie furono soppresse e sostituite con linee di filobus. Nel 2003 la linea 2 è stata chiusa e nel 2004 è stato chiuso il deposito del tram n. 1. Da allora sono operativi due depositi del tram n. 2 e 3.
Il 2 marzo 2022 il traffico tranviario è stato sospeso a causa delle ostilità con gli occupanti russi. Nel corso dei combattimenti, le infrastrutture della città hanno subito notevoli distruzioni.

## Materiale rotabile
- UKVZ KTM-5M3
- UKVZ KTM-8
- Tatra-Jug K-1